# العلاقات البيلاروسية الطاجيكستانية
العلاقات البيلاروسية الطاجيكستانية هي العلاقات الثنائية التي تجمع بين روسيا البيضاء وطاجيكستان.

## مقارنة بين البلدين
هذه مقارنة عامة ومرجعية للدولتين:
| وجه المقارنة                                              | روسيا البيضاء                    | طاجيكستان                          |
| --------------------------------------------------------- | -------------------------------- | ---------------------------------- |
| المساحة (كم2)                                             | 207.60 ألف                       | 143.10 ألف                         |
| عدد السكان (نسمة)                                         | 9.50 مليون                       | 8.92 مليون                         |
| الكثافة السكانية (ن./كم²)                                 | 45.76                            | 62.33                              |
| العاصمة                                                   | مينسك                            | دوشنبه                             |
| اللغة الرسمية                                             | اللغة البيلاروسية، اللغة الروسية | اللغة الطاجيكية                    |
| العملة                                                    | روبل بلاروسي                     | ساماني طاجيكي، الروبل الطاجيكستاني |
| الناتج المحلي الإجمالي (بليون دولار)                      | 54.44 مليار                      | 7.15 مليار                         |
| الناتج المحلي الإجمالي (تعادل القوة الشرائية) بليون دولار | 168.35 مليار                     | 24.03 مليار                        |
| الناتج المحلي الإجمالي الاسمي للفرد دولار أمريكي          | 5.74 ألف                         | 925                                |
| الناتج المحلي الإجمالي للفرد دولار أمريكي                 | 18.18 ألف                        | 2.69 ألف                           |
| مؤشر التنمية البشرية                                      | 0.798                            | 0.624                              |
| رمز المكالمات الدولي                                      | +375                             | +992                               |
| رمز الإنترنت                                              | .by، .бел                        | .tj                                |
| المنطقة الزمنية                                           | ت ع م+03:00                      | ت ع م+05:00                        |

## مدن متوأمة
في ما يلي قائمة باتفاقيات التوأمة بين مدن بيلاروسية وطاجيكستانية:
- ترتبط مينسك مع دوشنبه باتفاقية توأمة منذ 1997.[15][15]

## منظمات دولية مشتركة
يشترك البلدان في عضوية مجموعة من المنظمات الدولية، منها:
| علم المنظمة | اسم المنظمة                        | تاريخ انضمام روسيا البيضاء | تاريخ انضمام طاجيكستان |
| ----------- | ---------------------------------- | -------------------------- | ---------------------- |
|             | الاتحاد البريدي العالمي            | ?                          | ?                      |
|             | منظمة حظر الأسلحة الكيميائية       | ?                          | ?                      |
|             | الأمم المتحدة                      | 24 أكتوبر 1945             | 2 مارس 1992            |
|             | وكالة ضمان الاستثمار متعدد الأطراف | 3 ديسمبر 1992              | 9 ديسمبر 2002          |
|             | منظمة الشرطة الجنائية الدولية      | ?                          | ?                      |
|             | مؤسسة التمويل الدولية              | 2 نوفمبر 1992              | 2 ديسمبر 1994          |
|             | الاتحاد الدولي للاتصالات           | 7 مايو 1947                | 28 أبريل 1994          |
|             | البنك الدولي للإنشاء والتعمير      | 10 يوليو 1992              | 4 يونيو 1993           |
|             | منظمة الأمن والتعاون في أوروبا     | 30 يناير 1992              | 30 يناير 1992          |
|             | يونسكو                             | 12 مايو 1954               | 6 أبريل 1993           |

## وصلات خارجية
- موقع وزارة الخارجية البيلاروسية